# 춘천우체국
춘천우체국(春川郵遞局)은 강원특별자치도 춘천시 춘천로 136에 있는 우체국이다.

## 연혁
- 1896년 6월 5일: 춘천우체국사로 개소
- 1949년 8월 13일: 춘천우체국으로 개칭
- 1989년 10월 13일: 전신전화 분리에 따라 현 청사로 이전
- 2001년 7월 1일: 강원북산우체국 폐국[1]
- 2001년 7월 2일: 춘천북산우편취급소 개국[2]
- 2012년 4월 1일: 제114군사우체국 폐국, 제114군사우편출장소 개국[3]
- 2012년 10월 19일: 춘천봉명우편취급국 폐국[4]
- 2014년 7월 4일: 강원대학교우체국, 강원도청우체국 폐국[5]
- 2014년 7월 7일: 강원대학교우편취급국 설치[5]
- 2014년 9월 30일: 춘천거두우편취급국 위탁계약 해지[6]
- 2016년 10월 1일: 사북우체국, 춘천동면우체국을 시간제우체국으로 전환[7]
- 2017년 1월 1일: 강원남산우체국을 춘천남산우체국으로, 강원신북우체국을 춘천신북우체국으로 명칭 변경[8]
- 2018년 12월 1일: 사북우체국을 춘천사북우체국으로 명칭 변경[9]
- 2020년 10월 5일 : 춘천퇴계동우체국 폐국[10]

## 관할 우체국
| 우체국명             | 사진 | 주소                                                  | 비고                                                                           |
| -------------------- | ---- | ----------------------------------------------------- | ------------------------------------------------------------------------------ |
| 강원대학교우체국     |      | 강원도 춘천시 강원대학길 1(효자동)                    | 2014년 7월 4일 폐국                                                            |
| 강원대학교우편취급국 |      | 강원특별자치도 춘천시 강원대학길 1                    | 2014년 7월 7일 신설                                                            |
| 강원도청우체국       |      | 강원도 춘천시 중앙로 1(봉의동)                        | 2014년 7월 4일 폐국                                                            |
| 강원북산우체국       |      | 강원도 춘천시 북산면 추곡리 560-3                     | 2001년 7월 1일 폐국                                                            |
| 김유정우체국         |      | 강원특별자치도 춘천시 신동면 김유정로 1424            |                                                                                |
| 제114군사우체국      |      | 강원도 춘천시 신북읍 맥국길 79-9 (천전리 111)         | 2012년 4월 1일 폐국                                                            |
| 제114군사우편출장소  |      | 강원특별자치도 춘천시 신북읍 맥국길 79-9 (천전리 111) | 2012년 4월 1일 신설                                                            |
| 춘천거두우편취급국   |      | 강원특별자치도 춘천시 공지로118(석사동)               |                                                                                |
| 춘천남산우체국       |      | 강원특별자치도 춘천시 남산면 한치로 35                | 2017년 1월 1일 강원남산우체국에서 명칭 변경                                    |
| 춘천동면우체국       |      | 강원특별자치도 춘천시 동면 가산로 82                  | 2016년 10월 1일부터 시간제우체국 시행                                          |
| 춘천봉명우편취급국   |      | 강원도 춘천시 동산면 조양리 350                       | 2012년 10월 19일 폐국                                                          |
| 춘천북산우편취급소   |      | 강원도 춘천시 북산면 추곡리 560-3                     | 2001년 7월 2일 신설                                                            |
| 춘천사북우체국       |      | 강원특별자치도 춘천시 사북면 영서로 4827              | 2016년 10월 1일부터 시간제우체국 시행 2018년 12월 1일 사북우체국에서 명칭 변경 |
| 춘천사우동우체국     |      | 강원특별자치도 춘천시 영서로 2771번길 3(우두동)       |                                                                                |
| 춘천서면우체국       |      | 강원특별자치도 춘천시 서면 박사로 914-8               |                                                                                |
| 춘천석사동우체국     |      | 강원특별자치도 춘천시 우석로 39(석사동)               |                                                                                |
| 춘천소양로우체국     |      | 강원특별자치도 춘천시 금강로 34(소양로3가)            |                                                                                |
| 춘천신북우체국       |      | 강원특별자치도 춘천시 신북읍 율문1길 16-4             | 2017년 1월 1일 강원신북우체국에서 명칭 변경                                    |
| 춘천칠전동우체국     |      | 강원특별자치도 춘천시 칠전동길 51(칠전동)             |                                                                                |
| 춘천퇴계2동우체국    |      | 강강원특별자치도 춘천시 퇴계농공로 36(퇴계동)         |                                                                                |
| 춘천퇴계동우체국     |      | 강원도 춘천시 춘주로 131(퇴계동)                      | 2020년 10월 5일 폐국                                                           |
| 춘천한계울우편취급국 |      | 강원특별자치도 춘천시 지내고탄로 6                    |                                                                                |
| 춘천효자동우체국     |      | 강원특별자치도 춘천시 공지로 287(효자동)              |                                                                                |
| 춘천후평3동우체국    |      | 강원특별자치도 춘천시 후석로 240(후평동)              |                                                                                |
| 춘천후평동우체국     |      | 강원특별자치도 춘천시 후석로 354(후평동)              |                                                                                |
| 한림대학교우편취급국 |      | 강원특별자치도 춘천시 한림대학길 1(옥천동)            |                                                                                |

## 조직
- 경영지도실
- 영업과
  - 우편영업팀
  - 금융영업팀
  - 고객지원실
- 우편물류과
  - 집배실
  - 운용실
- 소포영업과
- 지원과
  - 서무팀
  - 회계팀